# Хызр-хан
Хызр-хан — третий правитель Западного Караханидского каганата (1080 — 1087).

## Биография
Скончавшемуся в 1080 году Шамс аль мульку наследовал его брат Хызр, от которого дошли немногочисленные монеты. Хызру принадлежал Мавераннахр, включая Фергану. Столицей государства являлся Самарканд.
Начало правления Хызра ознаменовалось новым, весьма неудачным сельджукидским вторжением, дальнейшие же отношения Хызра с южными соседями были мирными.
Согласно В. В. Бартольду, государство при правлении Хизр-хана находилось в цветущем состоянии. Хызр-хан покровительствовал поэтам. Низами Арузи Самарканди считал, что при правлении Хызр-хана двор караханидов отличался красотой и блеском.
Хызр выпускал монеты с титулом ал-хакан ал-муаззам султан.
Хызр-хан скончался в 1087 году и ему наследовал его сын Ахмед-хан б. Хызр.